# Championnat d'Albanie de football 1933
Navigation
Championnat d'Albanie 1932 Championnat d'Albanie 1934
Le Championnat d'Albanie de football de Kategoria Superiore 1933 est la 4e édition de ce championnat.

## Classement
| Rang | Équipe            | Pts | J | G | N | P | Bp | Bc | Diff |
| ---- | ----------------- | --- | - | - | - | - | -- | -- | ---- |
| 1    | Skënderbeu Korçë  | 12  | 8 | 5 | 2 | 1 | 18 | 6  | +12  |
| 2    | Bashkimi Shkodran | 10  | 8 | 5 | 0 | 3 | 14 | 9  | +5   |
| 3    | Teuta Durrës      | 8   | 8 | 3 | 2 | 3 | 12 | 10 | +2   |
| 4    | SK Tirana         | 8   | 8 | 3 | 2 | 3 | 14 | 12 | +2   |
| 5    | SK Kavajë         | 2   | 8 | 1 | 0 | 7 | 5  | 26 | -21  |

|  | Champion   |
|  | Relégation |

## Bilan de la saison
| Tableau d'Honneur                 |                  |
| Compétition                       | Vainqueur        |
| Championnat d'Albanie de football | Skënderbeu Korçë |

| Promotions et relégations     |                             |
| Relégués en First Division    | aucun                       |
| Promus en Kategoria Superiore | Bashkimi Elbasanas SK Vlorë |